# Championnat de Grèce de football de deuxième division 2013-2014
 (septembre 2024).
Si vous disposez d'ouvrages ou d'articles de référence ou si vous connaissez des sites web de qualité traitant du thème abordé ici, merci de compléter l'article en donnant les références utiles à sa vérifiabilité et en les liant à la section « Notes et références ».
Navigation
2012-2013 2014-2015
La saison 2013-2014 du Championnat de Grèce de football de D2 ou Football League est la 55e édition de la deuxième division grecque

## Format de la compétition
Le championnat rassemble 28 équipes qui sont divisées dans deux poules de 14 équipes, où chaque club rencontre chacun de ses adversaires 2 fois, à domicile et à l'extérieur. À l'issue de la saison, les trois derniers de chaque groupes sont relégués en Football League 2. Les quatre premiers de chaque groupe se qualifient pour des barrages qui déterminent les trois équipes promues en Superleague.

## Les 28 clubs participants
| \| Aiginiakos Dóxa Anagennisi Apollon Ethnikos Iraklis Kavala Kassiopi Kerkyra Larissa Panserraikos Pierikos Tyrnavos Vataniakos \| Localisation des clubs engagés dans le Groupe Nord. |
| Aiginiakos Dóxa Anagennisi Apollon Ethnikos Iraklis Kavala Kassiopi Kerkyra Larissa Panserraikos Pierikos Tyrnavos Vataniakos                                                           |

| \| Clubs d'Athènes · Acharnaikos (Acharnes) · Fostiras (Tavros) · Kallithéa (Kallithéa) Anagennisi Asteras Chaniá Episkopí Fokikos Iraklis Panachaïkí Niki Olympiakos Panegialios Vyzas Athènes \| Localisation des clubs engagés dans le Groupe Sud. |
| Clubs d'Athènes · Acharnaikos (Acharnes) · Fostiras (Tavros) · Kallithéa (Kallithéa) Anagennisi Asteras Chaniá Episkopí Fokikos Iraklis Panachaïkí Niki Olympiakos Panegialios Vyzas Athènes                                                          |

Légende des couleurs
- Relégués de Superleague
- Promus de Football League 2

| Club                  | Ville         | Dernière montée | Classement 2012-2013   | Stade                    | Capacité théorique |
| --------------------- | ------------- | --------------- | ---------------------- | ------------------------ | ------------------ |
| Acharnaikos           | Acharnes      | 2013            | 3e D2 (D3, Groupe Sud) | Stade Acharnes           | 5 000              |
| Aiginiakos            | Aiginio       | 2013            | 4e (D3, Groupe Nord)   | Stade Aiginio            | 1 000              |
| Anagennisi Giannitsá  | Giannitsá     | 2011            | 18e                    | Stade Giannitsá          | 8 000              |
| Anagennisi Karditsa   | Karditsa      | 2013            | 2e (D3, Groupe Nord)   | Stade Karditsa           | 9 500              |
| Apollon Kalamarias    | Kalamaria     | 2013            | 1er (D3, Groupe Nord)  | Stade Kalamaria          | 6 500              |
| Asteras Magoula       | Magoula       | 2013            | 5e (D3, Groupe Sud)    | Stade Elefsina           | 1 400              |
| Chaniá                | La Canée      | 2013            | 6e (D3, Groupe Sud)    | Stade Chaniá             | 4 500              |
| Dóxa Dráma            | Dráma         | 2012            | 10e                    | Stade Dráma              | 7 000              |
| Episkopí              | Episkopí      | 2013            | 4e (D3, Groupe Sud)    | Stade Episkopí           | 1 000              |
| Ethnikos Gazoros      | Gazoros       | 2012            | 14e                    | Stade Serrès             | 9 500              |
| Fokikos               | Amphissa      | 2011            | 17e                    | Stade Amphissa           | 2 000              |
| Fostiras              | Tavros        | 2013            | 1er (D3, Groupe Sud)   | Stade Tavros             | 4 000              |
| Iraklis Psachna       | Psachná       | 2010            | 11e                    | Stade Psachna            | 3 500              |
| Iraklis Thessalonique | Thessalonique | 2012            | 5e                     | Stade Kaftanzóglio       | 28 028             |
| Kallithéa             | Kallithéa     | 2012            | 13e                    | Stade Grigóris-Lambrákis | 4 200              |
| Kassiopi              | Kassiopi      | 2013            | 3 (D3, Groupe Nord)    | Stade Kerkyra            | 2 685              |
| Kavala                | Kavala        | 2012            | 12e                    | Stade Anthí-Karagiánni   | 10 500             |
| Kerkyra               | Corfou        | 2013            | 16e (D1)               | Stade Kerkyra            | 2 685              |
| Larissa               | Larissa       | 2011            | 9e                     | AEL Arena                | 16 118             |
| Niki Volos            | Volos         | 2012            | 7e                     | Stade Panthessaliko      | 22 700             |
| Olympiakos Volos      | Volos         | 2012            | 6e                     | Stade Panthessaliko      | 22 700             |
| Panachaïkí            | Patras        | 2011            | 15e                    | Stade Kóstas-Davourlís   | 11 321             |
| Panegialios           | Aigion        | 2013            | 2e (D3, Groupe Sud)    | Stade Aigion             | 7 000              |
| Panserraikos          | Serrès        | 2011            | 8e                     | Stade Serrès             | 9 500              |
| Pierikos              | Kateríni      | 2007            | 16e                    | Stade Kateríni           | 6 200              |
| Tyrnavos              | Tyrnavos      | 2013            | 5e (D3, Groupe Nord)   | Stade Tyrnavos           | 2 000              |
| Vataniakos            | Kateríni      | 2013            | 6e (D3, Groupe Nord)   | Stade Vatan              | 800                |
| Vyzas                 | Mégare        | 2011            | 19e                    | Stade Mégare             | 2 325              |

## Groupe Nord

### Classement
| Rang | Équipe                | Pts | J  | G  | N | P  | Bp | Bc | Diff |
| ---- | --------------------- | --- | -- | -- | - | -- | -- | -- | ---- |
| 1    | Kerkyra R             | 59  | 26 | 19 | 2 | 5  | 45 | 18 | +27  |
| 2    | Niki Volos            | 56  | 26 | 17 | 5 | 4  | 47 | 12 | +35  |
| 3    | Aiginiakos P          | 51  | 26 | 14 | 9 | 3  | 45 | 15 | +30  |
| 4    | Iraklis Thessalonique | 48  | 26 | 15 | 3 | 8  | 36 | 19 | +17  |
| 5    | Anagennisi Karditsa   | 44  | 26 | 12 | 8 | 6  | 28 | 20 | +8   |
| 6    | Tyrnavos P            | 41  | 26 | 11 | 8 | 7  | 27 | 22 | +5   |
| 7    | Apollon Kalamarias P  | 37  | 26 | 11 | 4 | 11 | 33 | 32 | +1   |
| 8    | Ethnikos Gazoros      | 35  | 26 | 9  | 8 | 9  | 23 | 22 | +1   |
| 9    | APS Zakynthos         | 31  | 26 | 10 | 1 | 15 | 25 | 35 | -10  |
| 10   | Dóxa Dráma            | 30  | 26 | 8  | 6 | 12 | 22 | 30 | -8   |
| 11   | Pierikos              | 29  | 26 | 8  | 5 | 13 | 20 | 34 | -14  |
| 12   | Vataniakos P          | 20  | 26 | 5  | 5 | 16 | 20 | 45 | -25  |
| 13   | Kavala                | 17  | 26 | 4  | 5 | 17 | 18 | 49 | -31  |
| 14   | Anagennisi Giannitsá  | 12  | 62 | 3  | 3 | 20 | 15 | 51 | -36  |

Promotions et relégations
- Qualification pour les barrages de promotion en Superleague 2014-2015
- Relégation en Football League 2 2014-2015

Abréviations
- R : Relégué de Superleague 2012-2013
- P : Promu de Football League 2 2012-2013

## Groupe Sud

### Classement
| Rang | Équipe             | Pts | J  | G  | N  | P  | Bp | Bc | Diff |
| ---- | ------------------ | --- | -- | -- | -- | -- | -- | -- | ---- |
| 1    | Olympiakos Volos P | 56  | 26 | 17 | 5  | 4  | 54 | 18 | +36  |
| 2    | Chaniá P           | 48  | 26 | 13 | 9  | 4  | 29 | 13 | +16  |
| 3    | Fostiras P         | 46  | 26 | 13 | 7  | 6  | 27 | 19 | +8   |
| 4    | Iraklis Psachna    | 44  | 26 | 12 | 8  | 6  | 32 | 14 | +18  |
| 5    | Panegialios P      | 44  | 26 | 12 | 8  | 6  | 27 | 19 | +8   |
| 6    | Panachaïkí         | 40  | 26 | 11 | 7  | 8  | 28 | 21 | +7   |
| 7    | Kallithéa          | 39  | 26 | 9  | 12 | 5  | 32 | 21 | +11  |
| 8    | Acharnaikos P      | 37  | 26 | 10 | 7  | 9  | 26 | 22 | +4   |
| 9    | Fokikos            | 36  | 26 | 11 | 3  | 12 | 33 | 31 | +2   |
| 10   | Paniliakos         | 35  | 26 | 10 | 5  | 11 | 30 | 28 | +2   |
| 11   | Episkopí P         | 34  | 26 | 10 | 4  | 12 | 30 | 28 | +2   |
| 12   | Asteras Magoula    | 27  | 26 | 7  | 6  | 13 | 26 | 36 | -10  |
| 13   | Glyfada FC         | 9   | 26 | 2  | 3  | 21 | 16 | 62 | -46  |
| 14   | Vyzas              | 8   | 26 | 2  | 2  | 22 | 17 | 75 | -58  |

Promotions et relégations
- Qualification pour les barrages de promotion en Superleague 2014-2015
- Relégation en Football League 2 2014-2015

Abréviations
- R : Relégué de Superleague 2012-2013
- P : Promu de Football League 2 2012-2013

## Barrages de promotion
Les quatre premiers de chaque groupe disputent un barrage de promotion sous la forme d'un tournoi toutes rondes. Les vainqueurs des groupes Nord et Sud bénéficient d'un bonus de trois points. Les trois premières équipes à l'issue du tournoi sont promues en Superleague. 
| Rang | Équipe                | Pts | J  | G | N | P | Bp | Bc | Diff |
| ---- | --------------------- | --- | -- | - | - | - | -- | -- | ---- |
| 1    | Niki Volos            | 29  | 14 | 8 | 3 | 3 | 18 | 9  | +9   |
| 2    | Kerkyra R             | 28  | 14 | 6 | 4 | 4 | 13 | 10 | +3   |
| 3    | Olympiakos Volos P    | 25  | 14 | 4 | 7 | 3 | 10 | 5  | +5   |
| 4    | Chaniá P              | 22  | 14 | 6 | 3 | 5 | 14 | 9  | +5   |
| 5    | Iraklis Psachna       | 19  | 14 | 4 | 7 | 3 | 13 | 11 | +2   |
| 6    | Aiginiakos P          | 16  | 14 | 4 | 4 | 6 | 12 | 18 | -6   |
| 7    | Iraklis Thessalonique | 15  | 14 | 3 | 6 | 5 | 9  | 16 | -7   |
| 8    | Fostiras P            | 10  | 14 | 2 | 4 | 8 | 6  | 18 | -12  |

Promotions
Abréviations
- R : Relégué de Superleague 2012-2013
- P : Promu de Football League 2 2012-2013

## Statistiques individuelles

### Classement des buteurs
| Rang | Joueur                        | Club             | Buts |
| ---- | ----------------------------- | ---------------- | ---- |
| 1    | Marco Gurma (en)              | Olympiakos Volos | 21   |
| 2    | Añete                         | Niki Volos       | 20   |
| 3    | Marco Gurma (en)              | Niki Volos       | 18   |
| 4    | Zoran Baldovaliev (en)        | Olympiakos Volos | 14   |
| 6    | Michalis Fragos (en)          | Fokikos          | 13   |
| 6    | Konstantinos Neofytos         | Acharnaikos      | 13   |
| 7    | Stelios Kritikos (en)         | Iraklis Psachna  | 11   |
| 9    | Dimitrios Diamantopoulos (en) | Iraklis Psachna  | 10   |
| 9    | Olivier Boumal                | Dóxa Dráma       | 10   |

## Bilan de la saison
| Promotions et relégations     |                                                                                    |
| Promus en Superleague         | Niki Volos Kerkyra                                                                 |
| Relégués en Football League 2 | Dóxa Dráma Vataniakos Kavala Anagennisi Giannitsá Asteras Magoula Glyfada FC Vyzas |